# Ukulhas
Ukulhas is een van de bewoonde eilanden van het Alif Alif-atol behorende tot de Maldiven.

## Demografie
Ukulhas telt (stand maart 2007) 374 vrouwen en 392 mannen.